# 妖子
『妖子』（あやこ）は、池田悦子原作・池田理代子作画の日本の漫画作品。

## 概要
悪魔と死刑囚の間の子・妖子が己の知恵を武器に、上流社会で生き抜いていく姿を描いた中編漫画。
『週刊セブンティーン』1979年36号から1983年33号まで断続的に掲載された。

## あらすじ
死刑囚・津本トキは悪魔と交わり、妊娠する。妊娠を理由に刑の執行が猶予されたトキは一時的に刑務所の外にある産婦人科病院に入院するが、自分で起こした火事を利用して総合病院に転院することに成功し、そこで自分が産んだ赤ん坊と旧華族・麓家の赤ん坊を取り換え、その直後に絶命する。
妖子と名付けられたトキの娘は麓家の令嬢として何不自由ない生活を送るが、12歳の誕生日に、彼女のもとにドクター・尾形が現れて以来、運命が暗転する。尾形は麓家の遺伝的特質である、犬歯がないという特徴を持った少女がポスターに映っているのを見つけ、妖子の出自に疑問を呈したのである。血液検査の結果、妖子は麓家の人間ではなく、人間のものとは思えない血液が混じっているということを知った麓夫妻は自分たちの実の娘であるかおりを孤児院から引き取る一方、妖子に毒入りのホットミルクを飲ませて殺害しようとする。しかし、両親の殺意を感じ取った妖子はかおりと入れ替わり、かおりに毒入りのホットミルクを飲ませて殺害する。
以後、妖子は自分を抹殺しようとする麓夫妻や尾形の計略に立ち向かっていく。
ストーリー的には妖子の謎が解明されずに終わり未完である。

## 登場人物

### メインキャラクター
麓妖子（ふもと あやこ）
麓旧伯爵家の令嬢。黒髪のソバージュヘアが特徴の美少女。実は死刑囚・津本トキと悪魔の間に出来た子どもだが、赤ん坊のときに入れ替わり、さらに麓家の実の娘であるかおりが死亡したことで、麓家の令嬢としてその後も生活している。両親である麓夫妻からは激しい憎悪を向けられ、命を狙われることもしばしばだが、己の知恵を利用して切り抜ける。
自分の身を守るためにはどんな冷酷なこともやってのけるが、困窮している人に手を差し伸べることもある。
ドクター・尾形（ドクター・おがた）
麓家に出入りする医師。ポスターに映ったかおりを見て、妖子の出自に疑問を持ち、妖子の血液を検査して、かおりこそが麓家の実の娘であり、妖子が麓家の人間でないことを証明する。その後は麓夫妻の依頼で妖子を抹殺するために様々な計略をめぐらせるが、ことごとく失敗し、逆に妖子に弱みを握られる。
麓夫妻（ふもとふさい）
麓旧伯爵家の当主夫妻で妖子の両親。血統を第一に考えており、そのために自分たちの血を受け継いでいない妖子の抹殺をもくろむ。一方で、体面を重要視しているので、妖子を偽物の娘として世間に公表することもできず、かおりが死んだ後も妖子を自分の娘として育てた。母親の名前は「宮子」。父親の名前は出てこない。

### ゲストキャラクター
円乗寺貴子（えんじょうじ たかこ）
妖子の同級生。旧子爵家の令嬢だが、父親が株取引で失敗し、さらに最後に残った財産である家屋敷も成金の結城直次郎に安く買いたたかれ、困窮する。妖子の助力で結城直次郎から、彼に売却した家屋敷の正当な評価額に相当する大金をだましとることに成功し、以後は人並みの生活が送れるようになったことが示唆されている。
結城リエ（ゆうき リエ）
妖子の同級生。成金の結城直次郎の娘。生意気な性格で、零落した貴子に嫌がらせをしていたが、妖子に意趣返しされる。
古賀堯（こが さとる）
かおりが暮らしていた孤児院・慈恵ホームの園長を殺害した容疑で追われる少年。かおりが麓家に引き取られるときにかおりとデートの約束をし、事件当日がそのデートの日で、かおりのことを待っていたとアリバイを主張する。かおりに会いに麓家に乗り込むが、かおりが死んだことを聞かされ、愕然とする。殺人犯の子どもであり、妖子は出自が似た古賀に心ひかれ、古賀のアリバイ証明のために尽力するが、古賀は妖子の純情を踏みにじった。
前川ミツ（まえかわ ミツ）
津本トキの囚人仲間。出所後、妖子の存在を突き止め、妖子をゆする。
泥眼夫人（でいがんふじん）
妖子の親族の老婦人。火事で顔にやけどを負って以来、能面をつけて生活している。莫大な財産を保有している上に家族がいないため、甥や姪が財産目当てに毎日のようにご機嫌伺いにやって来ている。
久我加音子（くが かねこ）
血液学の権威・久我教授の令嬢。尾形がフランスの学位をとることを条件に尾形と結婚するよう両親から勧められる。尾形は学位をとるために妖子の血液の秘密を暴いて国際血液学会で発表しようとするが、社会的に抹殺されることを怖れた妖子の妨害で学会発表は失敗し、尾形と加音子の縁談は破談となった。
鷲森輝彦（わしもり てるひこ）
妖子の母方のいとこ。鷲森旧男爵家の当主。妖子に求婚するが、一方で付き合っている銀行のOLに銀行の金を横領させていた。